# Corymorpha iyoensis
Corymorpha iyoensis är en nässeldjursart som beskrevs av Yamada 1959. Corymorpha iyoensis ingår i släktet Corymorpha och familjen Corymorphidae. Inga underarter finns listade i Catalogue of Life.